# Рихнов-у-Яблонце-над-Нисоу
Рихнов-у-Яблонце-над-Нисоу (чеш. Rychnov u Jablonce nad Nisou) — город в районе Яблонец-над-Нисоу Либерецкого края Чехии. Город находится в верховьях речки Могелька, примерно в 4 км к юго-западу от города Яблонец-над-Нисоу. В городе проживает около 2900 человек.

## История
Первое письменное упоминание о Рихнове относится к 1361 году. Вероятно, он был основан цистерцианцами из Мнихово Градиште в XIII веке
В 1856 году была построена железная дорога. Она способствовала развитию региона, от чего выиграл и Рихнов.
Во время немецкой оккупации Чехословакии в 1944-1945 годах немцы содержали подлагерь концентрационного лагеря Гросс-Розен, узниками которого были сотни мужчин, в основном поляки, а также чехи, французы и другие европейские народы.

## География
Рихнов у Яблонце-над-Нисоу расположен примерно в 4 км к югу от Яблонца-над-Нисоу. Северная часть городской территории с городом находится в западной части предгорья Крконоше. Южная часть лежит в хребте Ештед-Козаков и включает в себя самую высокую точку Рихнова у Яблонца-над-Нисоу — холм Биенертув-врх на высоте 614 м над уровнем моря. Через город протекает река Могелька.

## Население
| Год  | Численность | Численность |
| ---- | ----------- | ----------- |
| 1869 | 3052        | [ 1 ]       |
| 1880 | 3036        | [ 1 ]       |
| 1890 | 3450        | [ 1 ]       |
| 1900 | 3803        | [ 1 ]       |
| 1910 | 3585        | [ 1 ]       |
| 1921 | 3040        | [ 1 ]       |
| 1930 | 3616        | [ 1 ]       |
| 1950 | 1858        | [ 1 ]       |
| 1961 | 2005        | [ 1 ]       |
| 1970 | 1924        | [ 1 ]       |
| 1980 | 1967        | [ 1 ]       |
| 1991 | 1822        | [ 1 ]       |
| 2001 | 2013        | [ 1 ]       |
| 2014 | 2709        | [ 2 ]       |
| 2016 | 2719        | [ 3 ]       |
| 2017 | 2746        | [ 4 ]       |
| 2018 | 2744        | [ 5 ]       |
| 2019 | 2749        | [ 6 ]       |
| 2020 | 2757        | [ 7 ]       |
| 2021 | 2785        | [ 8 ]       |
| 2022 | 2756        | [ 9 ]       |
| 2023 | 2845        | [ 10 ]      |
| 2024 | 2865        | [ 11 ]      |